# آمی دولنز
آمی دولنز (انگلیسی: Ami Dolenz؛ زادهٔ ۸ ژانویهٔ ۱۹۶۹) یک هنرپیشه اهل ایالات متحده آمریکا است. وی از سال ۱۹۸۶ میلادی تاکنون مشغول فعالیت بوده‌است.
از فیلم‌های معروف او می‌توان به بازی در فیلم نمی‌توانید عشق مرا بخرید اشاره کرد.